# Sanfte Mobilität

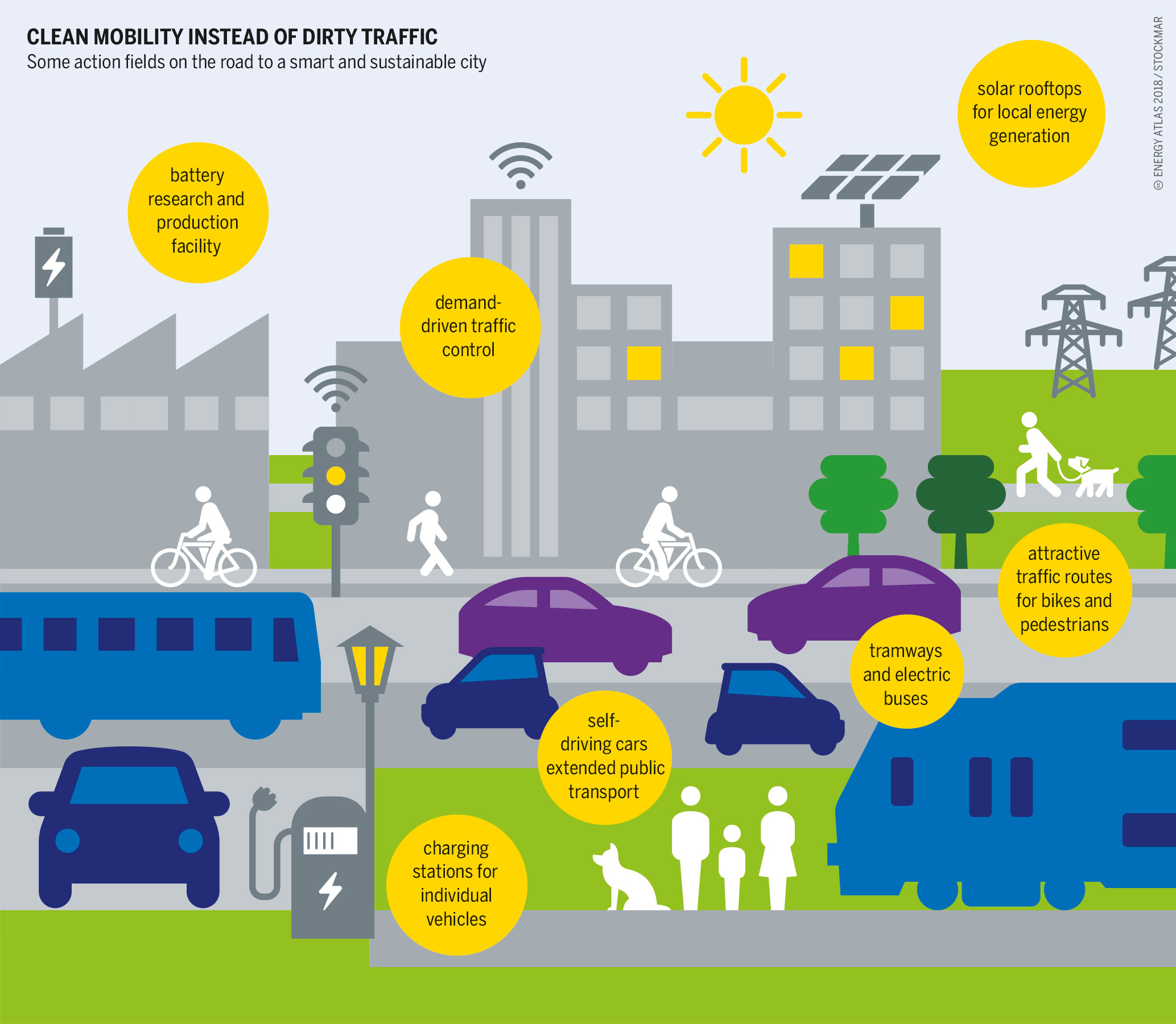
Sanfte Mobilität – mögliches Szenario

Sanfte Mobilität steht für ein politisches Konzept, das als nachhaltige, umweltschonende, sozial verträgliche und unfallarm bezeichnete Fortbewegungsarten wie zu Fuß gehen, Radfahren und die Benutzung öffentlicher Verkehrsmittel (ausgenommen Flugverkehr; vgl. Umweltverbund) insbesondere im Rahmen einer Verkehrswende fördern will.
Vertreter einer sanften Mobilität sehen als Ursache für die Entwicklung von Verkehrsaufkommen und Infrastruktur (räumliche Verteilung von Mobilitätszielen wie Arbeitsplatz, Wohnung, Einkaufsmöglichkeiten, Freizeiteinrichtungen, Erholungsgebiete …) hauptsächlich die Verkehrspolitik und die Verkehrsplanung. Daher fordern sie von der Verkehrspolitik und -planung, in die Entwicklung des Verkehrsaufkommens und der Infrastruktur einzugreifen und diese so zu steuern, dass unnötiges Verkehrsaufkommen vermieden wird und nötiges Verkehrsaufkommen in einem möglichst hohen Anteil über sanfte Mobilitätsformen abgewickelt werden kann.
Im Gegensatz dazu sehen Vertreter einer „konventionellen“ Verkehrspolitik und -planung die Entwicklung des Verkehrsaufkommens als weitgehend unbeeinflussbar: für sie besteht die Aufgabe der Verkehrspolitik und -planung darin, dem vorhandenen oder prognostizierten Verkehrsaufkommen nachzukommen (etwa durch Straßenbau und Stilllegung als unrentabel bezeichneter öffentlicher Verkehrsmittel). Diese Sichtweise wird durch zu beobachtende Effekte einer Induzierten Nachfrage durch die Erhöhung der Straßenverkehrskapazität sowie Effekte verschwindenden Verkehrs durch sinkende Straßenkapazität hinterfragt. 

## Entwicklung der Mobilität
In der zweiten Hälfte des 20. Jahrhunderts hat der motorisierte Individualverkehr (MIV) und der Güterverkehr auf der Straße im Vergleich zu den sanften Mobilitätsarten stark zugenommen. Folgende Tabelle stellt die Entwicklung der Verkehrsleistung in Milliarden Personenkilometer bzw. Milliarden Tonnenkilometer pro Jahr für die verschiedenen Verkehrsarten dar:
| Land        | Verkehrsart          | 1950  | 1960 | 1970 | 1980 | 1990 | 2000 | 2010 |
| ----------- | -------------------- | ----- | ---- | ---- | ---- | ---- | ---- | ---- |
| Deutschland | PKW                  | 25    | 162  | 351  | 470  | 602  | 850  |      |
| Deutschland | LKW                  | 8     | 24   | 42   | 80   | 120  | 317  |      |
| Deutschland | ÖV Personen          | 85    | 78   | 83   | 90   | 85   | 127  | 136  |
| Deutschland | Güter Bahn           | 44    | 56   | 74   | 67   | 62   | 78   |      |
| Deutschland | Personen Flugverkehr |       |      |      | 11   | 18   | 43   |      |
| Österreich  | PKW                  | 0,9   | 10   | 33   | 48   | 62   | 69   | 75   |
| Österreich  | LKW                  | 1,2   | 4,0  | 9,3  | 13,6 | 15,5 |      | 29,1 |
| Österreich  | Personen Bahn        | 4,5   | 6,8  | 6,4  | 7,6  | 9,0  | 8,2  | 10,7 |
| Österreich  | Güter Bahn           | 5,8   | 8,3  | 10,3 | 11,4 | 12,7 |      | 17,8 |
| Österreich  | Personen Flugverkehr | 0,016 | 0,11 | 0,47 | 1,1  | 3,5  |      | 5,6  |

Beispielsweise wuchs die PKW-Verkehrsleistung in der Bundesrepublik Deutschland von 1960 bis 1990 auf das 3,7fache (+ 270 %); im selben Zeitraum stieg die Verkehrsleistung im öffentlichen Verkehr nur um 9 %; der Gütertransport per LKW stieg auf das 5fache (+ 400 %), während der Gütertransport per Bahn nur um 11 % zunahm.
Die Länge des Straßennetzes nahm in Österreich von 1960 bis 1990 um 25 % zu, während die Länge des Schienennetzes um 5 % abnahm; in der Bundesrepublik Deutschland nahm im Zeitraum 1950 bis 1980 das Straßennetz insgesamt um 33 % zu (Autobahnnetz um 242 %), während das Schienennetz um 22 % abnahm.
Die Kosten für die Mobilität entwickelten sich ebenfalls zugunsten des Kfz-Verkehrs: während in Deutschland von 1980 bis 1994 die Treibstoffpreise weniger zunahmen als die Lebenshaltungskosten, stiegen die Bahntarife für Personen und Güter stärker als die Lebenshaltungskosten an. Der Realpreis (inflationsbereinigt anhand des Lebenserhaltungskostenindex, bezogen auf 2001) von einem Liter Normalbenzin sank in Österreich im Zeitraum 1955 bis 2001 von 1,38 auf 0,90 Euro (− 35 %); 1973 erreichte er einen Tiefstwert von 0,78 Euro, während er 1981 einen Spitzenwert von 1,20 Euro erlangte.

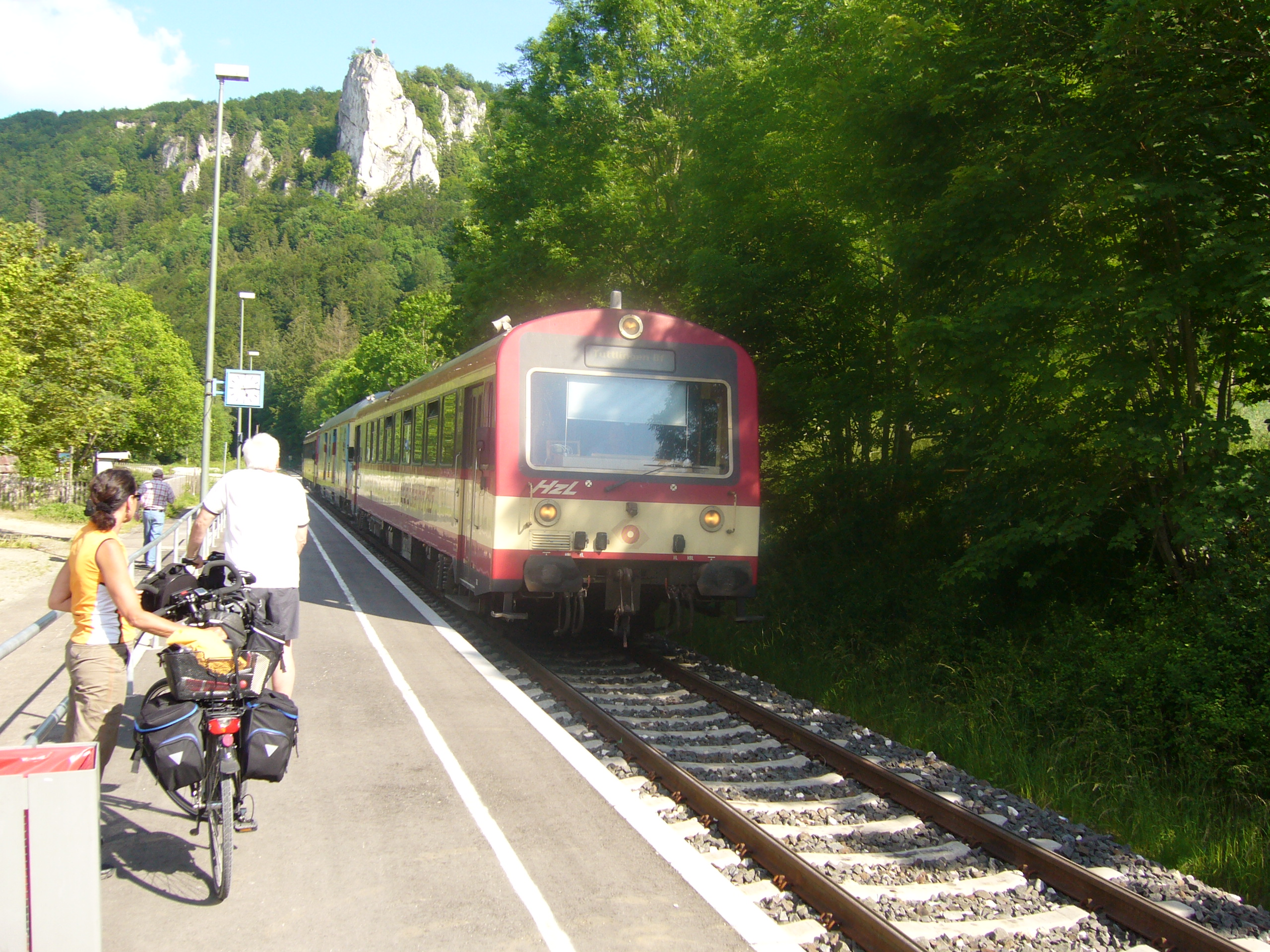
Fahrrad und Schienenverkehr, zwei Exponenten der sanften Mobilität, hier als touristisches Konzept im Oberen Donautal. Dort kommen sogenannte Fahrradwaggons im Bahnverkehr in hohem Maße zum Einsatz, so dass auf weitere Kraftfahrzeuge im Naturpark entlang der Donau gut verzichtet werden kann

Die starke Zunahme des Kfz-Verkehrs beeinträchtigt die Lebensqualität vieler Menschen durch Abgase, Lärm und Einschränkung in der nicht-motorisierten Bewegungsfreiheit.
In Österreich fühlten sich 1998 fast zwei Drittel der Personen stark oder sehr stark durch den Verkehrslärm des MIV beeinträchtigt, aber nur 9 % durch Verkehrslärm von Eisen- oder Straßenbahnen. Verkehrsangst bedeutet einen gravierenden Eingriff in das alltägliche Lebensgefühl. 1998 kamen im Straßenverkehr in Deutschland fast achtmal so viele Menschen ums Leben wie durch Verbrechensdelikte.
In Siedlungsräumen besteht der Großteil der öffentlichen Flächen aus Fahrbahnen und Parkplätzen für Autos, während nur ein kleiner Teil für sanfte Mobilität in Form von Gehsteigen, autofreien Straßen (Fußgängerzonen) und Plätzen, Parks, Radwegen, öffentlichen Fahrrädern,  Busspuren und Straßenbahntrassen zur Verfügung steht.
In Österreich werden beispielsweise 94 % der vom Verkehr insgesamt beanspruchten Fläche vom Straßenverkehr eingenommen, dazu zählen neben dem motorisierten Individualverkehr auch der nicht motorisierte Individualverkehr.
Mittlerweile zeigen Studien das wachsende Bedürfnis nach einer Reduzierung des Autoverkehrs auch  in Innenstädten.

## Ursachen und Wirkungsmechanismen
Einige Wissenschaftler wie etwa Winfried Wolf, Hermann Knoflacher, Heiner Monheim oder Frederic Vester haben die Mechanismen für diese Entwicklungen analysiert und u. a. folgende Thesen aufgestellt:

### Einseitiges Lobbying
Einseitiges Lobbying für den MIV in der Verkehrspolitik und -planung war von Anfang an maßgeblich für die Förderung  des MIV auf Kosten der anderen Verkehrsarten verantwortlich.
Obwohl es bereits in der Antike in verschiedenen Städten separate Bürgersteige gab und beispielsweise in Berlin schon seit der ersten Hälfte des 19. Jahrhunderts in großem Umfang Bürgersteige angelegt wurden, war es bis in die 1920er Jahre vielerorts üblich und legitim, dass sich alle Verkehrsteilnehmer den gesamten Straßenraum teilten. Fußgänger gingen nicht nur auf der Straße, sie verweilten auch und benutzten die Straße als Lebensraum. Mit dem Aufkommen des Autoverkehrs wurden vermehrt getrennte Bereiche für die verschiedenen Verkehrsarten geschaffen, was mitunter für heftige Proteste bei den Fußgängern sorgte: „Woher nimmt der Automobilist das Recht, die Straße, wie er sich rühmt, zu beherrschen, die doch keineswegs ihm, sondern der gesamten Bevölkerung gehört, diese auf Schritt und Tritt zu behindern und ihr ein Verhalten zu diktieren, das er nur auf eigenen, privaten Wegen fordern dürfte?“
Obwohl Autofahrer damals eine kleine Minderheit der Straßenbenützer waren, mussten die Fußgänger nun am Straßenrand gehen und durften die Fahrbahn nur mehr zum Queren betreten, und das nur in angemessener Eile und auch nur dann, wenn sie dabei keinen Autofahrer behinderten. Markus Schmidt bezeichnet diese „eingebaute Vorfahrt“ als Schlüssel für die folgende massive Zunahme des MIV.
In den 1930ern setzten in Deutschland erste autogerechte Umgestaltungen von Städten durch Straßendurchbrüche und Häuserabrisse für Parkplätze sowie eine verstärkte Reglementierung des Gesamtverkehrs zu Gunsten der Autos ein. Es wird beispielsweise angenommen, dass sich seit dem Beginn der Einführung von immer mehr Ampeln in den 1960ern die Reisezeiten für Fußgänger verdoppelt haben.
Folgendes Beispiel aus Linz zeigt, wie trotz Versprechungen der Politiker, etwas gegen die Zunahme des MIV zu unternehmen, dennoch der MIV bei der Zuteilung der Ressourcen bevorzugt wird: obwohl von der Verkehrspolitik geplant war, bis 2010 den MIV-Anteil auf 43 % zu reduzieren (Stand 2001: 61 %) und den Radverkehrsanteil von 6 % auf 14 % zu erhöhen, werden 1995 bis 2010 etwa 62 % der gesamten Verkehrsausgaben für die Förderung des Kfz-Verkehrs ausgegeben, jedoch weniger als 1 % für den Radverkehr.
Von einer Verschwörung gegen den schienengebundenen Verkehr zeugt eine 1974 im Auftrag des US-Senats verfasste Studie: über mehr als drei Jahrzehnte hinweg wurden bis dahin gut funktionierende schienengebundene elektrische Verkehrsmittel in unzähligen US-Großstädten von einem Zusammenschluss aus Konzernen der Öl- und Automobilbranche aufgekauft, stillgelegt und durch Busgesellschaften ersetzt. Eine verheerende Verschlechterung der Luft- und Lebensqualität war u. a. die Folge.
Die Folgen ausbleibenden Lobbyismus privater Automobilindustrie zeigten sich im Ostblock: Der Automobilsektor wurde (vor allem in der DDR) geradezu vernachlässigt, während (die wenigen) verfügbaren Investitionsmittel vorrangig dem öffentlichen Verkehr zugeleitet wurden. In der Konsequenz war es in vielen Fällen attraktiver, sich nicht mit dem eigenen Pkw fortzubewegen, gleichzeitig gelang es, den Güterverkehr vorwiegend auf die Schiene zu verlagern. Symbolträchtig für das alternative Mobilitätskonzept im Ostblock waren das stark ausgebaute Straßenbahnnetz und in Osteuropa auch die Obus-Infrastruktur und die die sehr aufwändig und kostbar ausgestaltete Metro in Moskau und Sankt Petersburg.

### Gesetz der Zeitkonstanz
Je schneller die Fortbewegung möglich ist, desto länger werden die zurückgelegten Wege: ob ein Weg zurückgelegt wird, entscheidet nur die Dauer, nicht die Entfernung. Aus Geschwindigkeitssteigerungen resultiert folglich kein Zeitgewinn, sondern nur eine Raumausdehnung.
Der zusehende Ausbau des Straßennetzes, aber auch die Errichtung von Hochgeschwindigkeitseisenbahnstrecken sind maßgebliche Ursachen für die Ausdünnung der Infrastruktur und der damit verbundenen Zunahme der zurückgelegten Weglängen.

### Angebot schafft Nachfrage
Der Ausbau des Straßensystems bewirkt eine Zunahme des Verkehrs.
Das Schließen von Autobahnlücken bewirkte beispielsweise immer wieder enorme Zuwachsraten im Straßentransitverkehr, ebenso der Ausbau vorhandener Straßen. In einer UPI-Studie werden Umgehungsstraßen als „in den meisten Fällen kontraproduktive Scheinlösungen“ bezeichnet, bei denen „unter Berücksichtigung der Neubelastungen durch die Umgehungsstraße die Gesamtbilanz häufig nicht positiv ist“: Lärmbelastung, Schadstoffemissionen und Zahl sowie Schwere der Unfälle steigen durch die Zunahme des Autoverkehrs und der Fahrtgeschwindigkeiten.

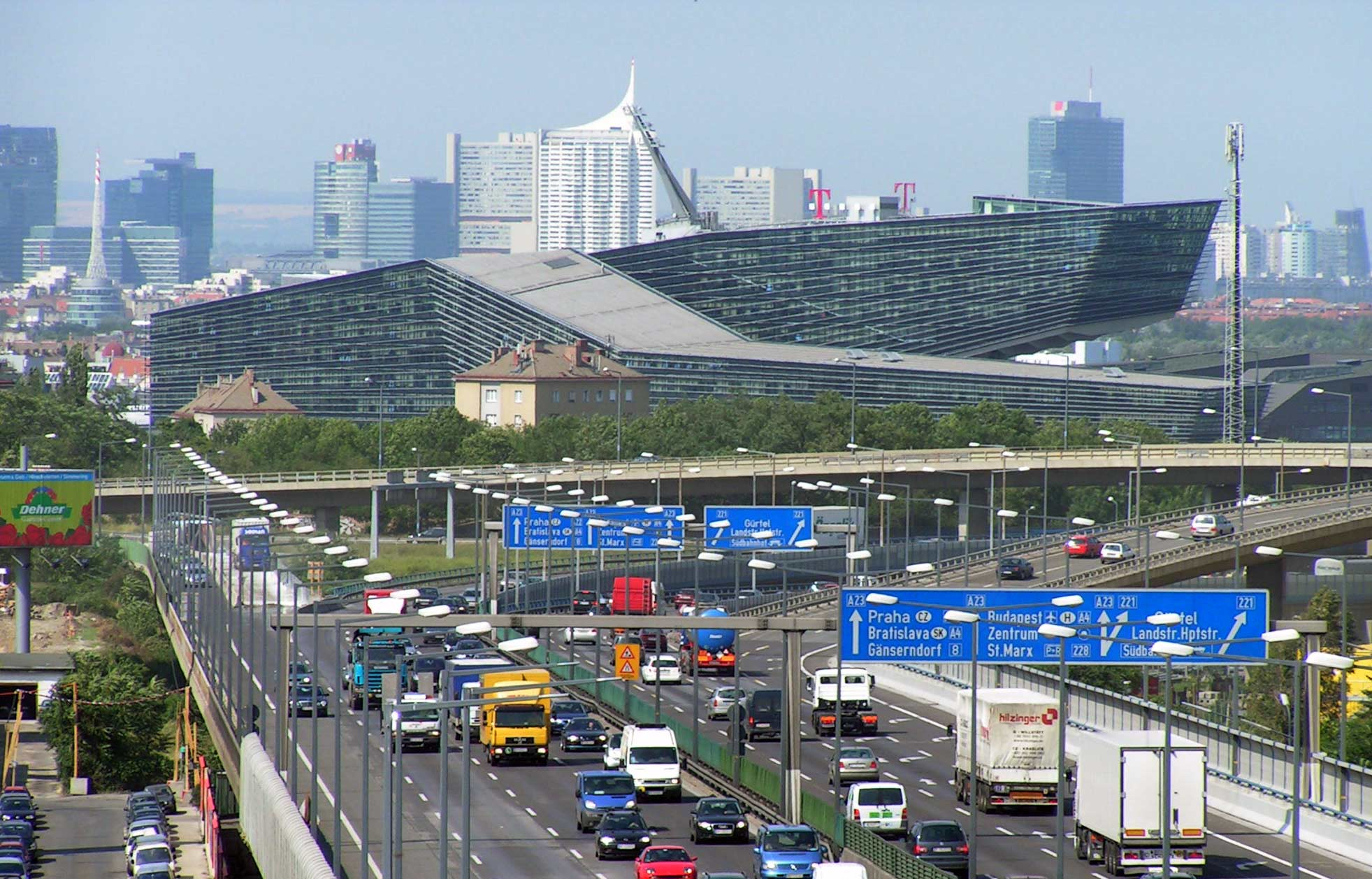
Die Wiener Südost-Tangente, konzipiert als Entlastungsautobahn

Beispielsweise wurde die Wiener Südost-Tangente als Entlastungsautobahn für eine mit 20.000 Kfz pro Tag befahrene innerstädtische Straße gebaut; im ersten Jahr nach der Eröffnung reduzierte sich dort der Verkehr auf 7.000 Kfz pro Tag, während er aber zehn Jahre später wieder auf 24.000 gestiegen war, und auf der Entlastungsautobahn 100.000 Kfz pro Tag gezählt wurden.
Laut einer UPI-Studie expandiert heute „die Zahl der Autos etwa neunmal schneller als das Straßennetz. Selbst wenn in Zukunft neunmal so viel und neunmal so schnell neue Straßen gebaut werden würden wie bisher, könnten damit die inzwischen entstandenen Staus und Überlastungen des Straßennetzes gerade auf dem heutigen Level gehalten werden!“
Umgekehrt kommt es bei einer Reduktion des Straßennetzes meist zu einem Rückgang des Verkehrsaufkommens. Als etwa die Donnersbergerbrücke in München im März 1993 saniert wurde, befürchtete man „Dauerstaus ohne Ende“, weil die Brücke mit täglich 150.000 Autos zu den verkehrsreichsten Überführungen Europas zählt. Doch das Gegenteil war der Fall: Obwohl die Brücke mehrere Monate nur zweispurig befahren werden konnte, kamen die Kfz-Lenker meist flott voran. Zählungen ergaben, dass täglich 32.000 Autos weniger als sonst unterwegs waren. Auf den Parallelrouten wurden nur 25.000 Autos mehr gezählt, sodass das Gesamtverkehrsaufkommen um 7.000 Fahrzeuge abnahm.
Ein ähnlicher Fall in Frankfurt am Main zeigt, wie stark die Verkehrsmittelwahl durch die Rahmenbedingungen beeinflusst werden kann: „Als eine zentral gelegene Mainbrücke, die Untermainbrücke, erneuert werden musste und dem Kraftfahrzeugverkehr für ein Jahr nicht zur Verfügung stand, stiegen erwartungsgemäß die Fahrgastzahlen auf der parallel den Fluss querenden U-Bahn-Strecke stark an…. Nach Wiedereröffnung der Untermainbrücke stieg das Kraftfahrzeug-Aufkommen aber nicht mehr auf das vorherige Niveau an.“
Eine Sperre der Inntalautobahn im Juli 1990 wegen einer abgesackten Brücke bei Kufstein verursachte entgegen allen Erwartungen keinen Zusammenbruch der Wirtschaft. „Die Automobilisten fanden es plötzlich gar nicht mehr so notwendig, gemeinsam zu Hunderttausenden zur selben Stunde im Stau vorm Brenner zu stehen“.
Obwohl seit Jahrzehnten immer wieder der „Verkehrsinfarkt“ prognostiziert wurde, trat der totale Zusammenbruch des Straßenverkehrs nie ein, weil sich die Verkehrsteilnehmer an die begrenzte Kapazität des Straßennetzes anpassen.

### Fehlende Kostenwahrheit

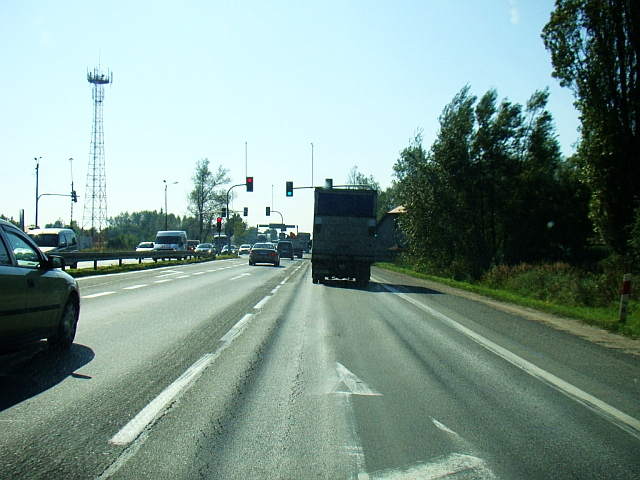
Der Verschleiß von asphaltierten Verkehrswegen wird durch den Einsatz von Schwerlastverkehr beschleunigt. Tiefe Spurrinnen wie auf dem Bild entstehen und machen das Befahren von Straßen schwierig. Teile des Straßenbelages werden dann brüchig, die Straße wird bei unterlassener Sanierung gefährlich. Wegekosten entstehen, die auf die Volkswirtschaft umgelegt werden müssen

Bei der Berücksichtigung der gesamtwirtschaftlichen und ökologischen Folgekosten deckt der MIV- und LKW-Verkehr nur einen Bruchteil der durch ihn verursachten Kosten; das Defizit des öffentlichen Verkehrs erweist sich unter diesem Aspekt deutlich geringer als jenes des MIV- und LKW-Verkehrs. Diese mangelnde Kostenwahrheit führt entsprechend den marktwirtschaftlichen Gesetzen zu einer überproportionalen Entwicklung des MIV- und LKW-Verkehrs.
Durch den Bau und die Unterhaltung von Verkehrswegen entstehen sogenannte Wegekosten (auch interne Kosten oder Infrastrukturkosten); darüber hinaus entstehen durch Umweltbelastungen, Flächenbelastungen und Unfälle volkswirtschaftliche Kosten, die als externe Kosten bezeichnet werden, und die im Gegensatz zu den internen Kosten in der Regel nicht alleine vom Verursacher, sondern von der Allgemeinheit getragen werden.
Eine Gegenüberstellung der Wegekosten für den Kfz-Verkehr mit den Einnahmen aus Kfz- und Mineralölsteuer in der Bundesrepublik Deutschland im Zeitraum 1960 bis 1989 ergibt laut einer UPI-Studie ein Defizit von 106 Mrd. DM, während die DB im selben Zeitraum ein Defizit von etwa 30 Mrd. DM erwirtschaftete (beides ohne Zins- und Tilgungszahlungen für Altschulden gerechnet).
Das Deutsche Institut für Wirtschaftsforschung (DIW) geht in einer Studie von 1985 davon aus, dass „der Erhaltungsaufwand für Kommunal- und Landesstraßen in der Höhe von 231 Milliarden DM (151 West, 80 Ost) bis zum Jahr 2010 völlig ungedeckt“ sei.
Eine Berechnung der externen Kosten für den Kfz-Verkehr in der Bundesrepublik Deutschland ergibt für das Jahr 1989, dass die externen Kosten etwa zehnmal so hoch wie die internen Kosten sind (1996 zufolge der gestiegenen Infrastrukturkosten 6,5 mal so hoch;) wenn die externen Kosten nach dem Verursacherprinzip ebenfalls über die Mineralölsteuer gedeckt würden, so würde ein Liter Kraftstoff etwa 3,50 Euro kosten (Stand 1994, nach VPI-Entwicklung 2006 etwa 4 Euro).
Folgende Tabelle zeigt die jährlichen und durchschnittlichen externen Verkehrskosten in den EU-17-Staaten im Jahr 2000 (ohne Berücksichtigung der Staukosten):
| Typ                 | Verkehrsmittel   | Externe Verkehrskosten in Milliarden Euro pro Jahr | Externe Verkehrskosten in Euro pro 1000 Personen- bzw. Tonnenkilometer |
| ------------------- | ---------------- | -------------------------------------------------- | ---------------------------------------------------------------------- |
| Personenbeförderung | Pkw              | 281                                                | 76                                                                     |
| Personenbeförderung | Bus              | 15                                                 | 38                                                                     |
| Personenbeförderung | Schienenverkehr  | 8                                                  | 23                                                                     |
| Personenbeförderung | Flugverkehr      | 85                                                 | 53                                                                     |
| Gütertransport      | Kleintransporter | 59                                                 | 250                                                                    |
| Gütertransport      | Schwerlaster     | 164                                                | 71                                                                     |
| Gütertransport      | Schienenverkehr  | 4                                                  | 18                                                                     |
| Gütertransport      | Flugverkehr      | 6                                                  | 270                                                                    |

Die externen Kosten pro Personenkilometer (Pkm) sind für Schienenverkehrsmittel etwa ein Drittel und für Busse zirka die Hälfte der externen Kosten des PKW-Verkehrs; mit 226 Euro pro 1000 Pkm weist der Motorradverkehr aufgrund seiner hohen Unfallkosten die mit Abstand höchsten externen Kosten auf. Beim Güterverkehr sind die externen Kosten (pro Tonnenkilometer) des Straßenverkehrs etwa 4 bis 14 Mal größer als bei der Bahn. Insgesamt betragen die jährlichen externen Kosten des MIV- und LKW-Verkehrs beinahe das 20fache der externen Kosten des öffentlichen Verkehrs und Bahngütertransportes.
Beim Luftverkehr sind die hohen externen Kosten durch die starke Auswirkung der Kohlendioxid-Emissionen in großer Höhe auf die Klimaveränderung bedingt. Für den Flugzeugturbinenkraftstoff Kerosin sowie für Dieselkraftstoffe für die Binnenschifffahrt muss weder eine Mineralöl- noch eine Mehrwertsteuer entrichtet werden (siehe etwa Kerosinsteuer).

### Zunehmende Ineffizienz des Verkehrs
Trotz der hohen Zunahme des Verkehrsaufkommens werden nicht mehr menschliche Mobilitätsbedürfnisse befriedigt.
Die Kombination der in den vorhergehenden Thesen aufgeführten Ursachen bewirkt neben der Zunahme des Verkehrsaufkommens auch gleichzeitig eine Vergrößerung der Transportwege, sodass insgesamt bei etwa gleichbleibendem Nutzen die Effizienz deutlich abnimmt.
Beispielsweise nahm in der Bundesrepublik Deutschland die Zahl der Wege pro Kopf und Jahr im Zeitraum 1960 bis 1982 von 920 auf 960 nur leicht zu, während sich aber die durchschnittliche Weglänge von 6,2 auf 11,0 km erhöhte. Die 1963 erreichte Verkehrsleistung wird als ausreichend angesehen, um die menschlichen Mobilitätsbedürfnisse zu erfüllen.
Die Folgen der zunehmenden Transportwege im Personenverkehr sind Zentralisierung, Zersiedelung, ein flächenhafter Zerfall der Dorfstruktur und -kultur und der Verlust von Nahversorgung und Arbeitsplätzen im ländlichen Raum.

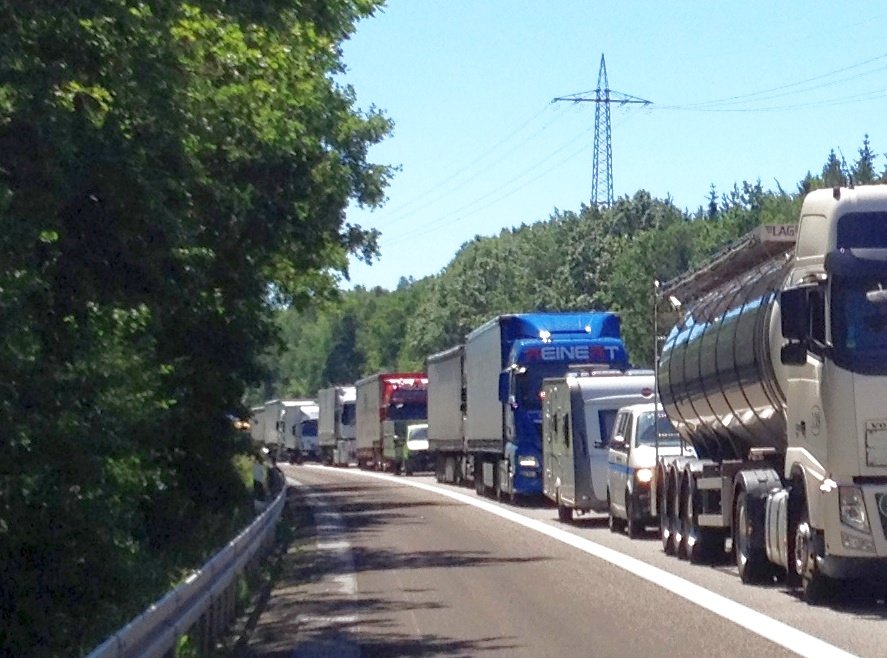
Lagerraum wird bei der Just-in-time-Produktion vom Betrieb auf die Straße verlegt. Dieses Konzept führt dann im öffentlichen Raum unter anderem zu Verkehrsstau und Verkehrsverdichtung, vor allem bei gleichzeitiger, stetiger Zunahme des Güterverkehrs

Die Zunahme des Güterverkehrs ist „zu einem großen Teil Ergebnis einer zu weit gehenden gesellschaftlichen Arbeitsteilung, die erst durch künstlich niedrig gehaltene Transportkosten ermöglicht wurde“,
sodass 1990 bereits 4/5 des Güterfernverkehrs als unnötig eingeschätzt wurden.
Halbfertige Produkte werden teilweise über weite Strecken transportiert, statt durch eine geeignete Standortwahl hohe Fertigungstiefen zu erzielen. Beispielsweise wird „Schinken aus Belgien und den Niederlanden nach Südtirol transportiert, dort mit dem Stempel „g'selcht in Südtirol“ versehen, um als „Südtiroler Speck“ zurück nach Deutschland, die Niederlande, Belgien usw. geschafft zu werden.“
Durch das Just in time-Konzept wird der Lagerraum von Betrieben auf die Straße verlagert. Exportstützungen erzeugen zu einem nicht unerheblichen Teil Verkehrsbewegungen, die sonst kaum einen wirtschaftlichen Hintergrund hätten.

## Strategien für eine sanfte Mobilität

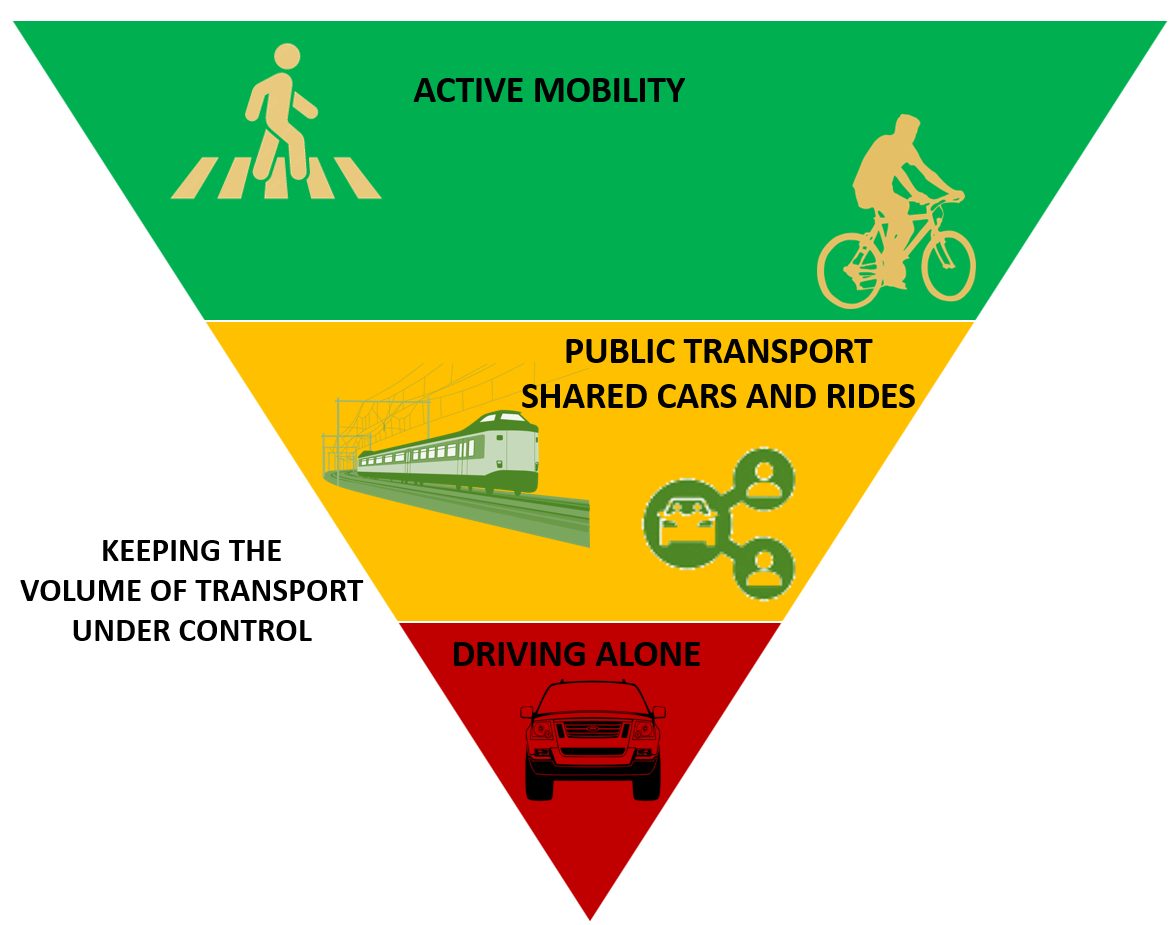
Mobilitätspyramide

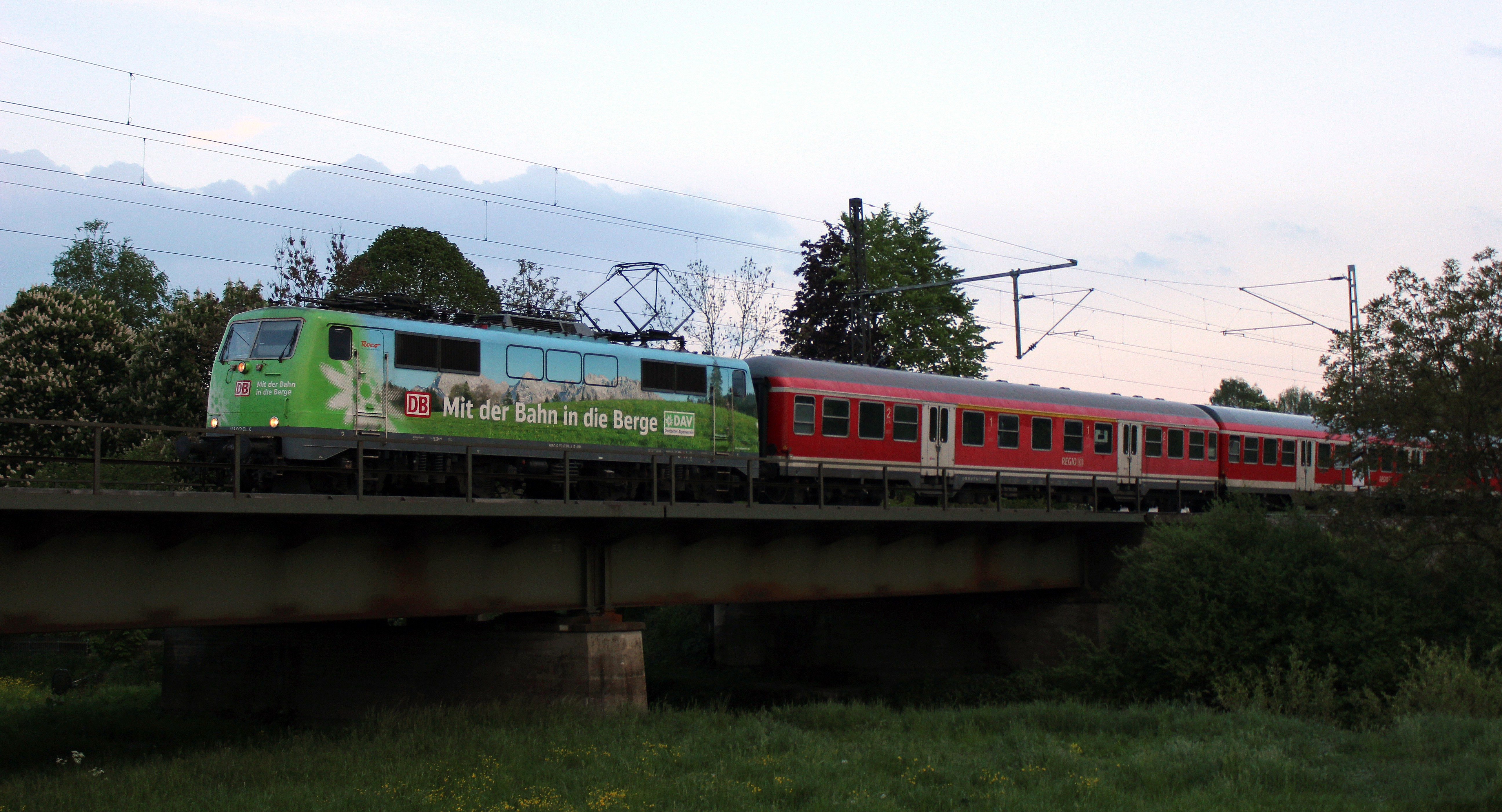
Der Deutsche Alpenverein wirbt durch eine entsprechende Lackierung einer Lokomotive für sanfte Mobilität im Blick auf Alpentourismus

Daraus wurden Strategien entwickelt, wie die Verkehrsentwicklung zugunsten einer sanften Mobilität und einer höheren Lebensqualität geändert werden kann: eine Verkehrspolitik, die sanfte Mobilität fördert, versucht, durch Maßnahmen und Investitionen die Verkehrsmittel der sanften Mobilität zu attraktivieren, wobei es auch notwendig ist, die übrigen Verkehrsmittel (MIV, LKW, Flugverkehr) nicht weiter zu fördern und durch Besteuerung (etwa Anhebung der Mineralölsteuer zur Internalisierung der externen Kosten (Ökosteuer), Ökobonus-System, Parkraumbewirtschaftung, Innenstadtmaut) und Beschränkungen (etwa LKW-Nachtfahrverbot, Geschwindigkeitsbegrenzungen, Pförtnerampeln) zu reduzieren. Gleichzeitig muss sie auch die Verteilung der Flächen im öffentlichen Raum zugunsten der sanften Mobilität verändern, etwa durch Verkehrsberuhigung und Straßenrückbau. Nicht zuletzt muss eine solche Verkehrspolitik aktiv in Siedlungspolitik, Raum- und Städteplanung eingreifen, um in Siedlungsräumen hohe Lebensqualitäten bei gleichzeitig kurzen Wegen zu erreichen, und damit eine Zersiedelung des Umlandes zu verhindern (siehe auch Verkehrswende).

## Organisationen zur Förderung Sanfter Mobilität im deutschsprachigen Raum

### Deutschland
- ADFC – vertritt die Interessen der Radfahrer
- FUSS e. V. – vertritt die Interessen der Fußgänger
- Human Powered Vehicles – Deutschland (HPV)
- Pro Bahn e. V. – Fahrgastverband
- Verkehrsclub Deutschland (VCD)
- Fahrrad-Selbsthilfewerkstätten, z. B. Bikekitchens

### Österreich
- RADLOBBY Österreich – vertritt die Interessen der Radfahrer
- Pro Bahn Österreich und Verein Fahrgast – vertreten die Interessen der Benutzer des öffentlichen Verkehrs
- Verkehrsclub Österreich (VCÖ)

### Schweiz
- Alpen-Initiative
- Fussverkehr Schweiz
- Klima-Allianz Schweiz
- Pro Velo Schweiz und Future Bike Schweiz – vertreten die Interessen der Radfahrer
- Verkehrs-Club der Schweiz (VCS)
- UmverkehR